# Gyllenbär
Gyllenbär (Physalis grisea) är en potatisväxtart. Enligt Catalogue of Life liksom enligt Dyntaxa ingår gyllenbär i släktet lyktörter och familjen potatisväxter.
Arten förekommer tillfälligt i Sverige, men reproducerar sig inte. Den är nära släkt med kapkrusbär. Inga underarter finns listade i Catalogue of Life.
Arten beskrevs först av Umaldy Theodore Waterfall, och fick sitt nu gällande namn av Mahinda Martínez. 